# Defeater
Defeater is een Amerikaanse melodieuze hardcore band uit Massachusetts, opgericht in 2004 binnen het hardcore-circuit van Boston. Tot op heden hebben ze vijf volledige albums, twee ep's en drie singles uitgebracht. Alle werken van de band zijn uitgebracht via Bridge 9 Records, behalve het album Travels, dat aanvankelijk werd uitgebracht via Topshelf Records, maar later opnieuw werd uitgegeven op Bridge 9 Records. Hun studioalbum Letters Home werd uitgebracht op 16 juli 2013 en kwam binnen op #72 in de Billboard 200 hitlijst, #1 in de vinyl hitlijst en #13 in de Current Alternative Album hitlijst. Ze brachten in 2015 het album Abandoned uit en in 2019 brachten ze hun titelloze album uit. Defeater heeft getoerd met artiesten als La Dispute, Carpathian, Comeback Kid, Bane en Miles Away. Ze steunden August Burns Red in 2013. Ze speelden de tweede fase op het Hevy Music Festival 2011 en speelden in de tweede helft van de Vans Warped Tour in 2013, spelend op de Monster Stage.

## Bezetting
Huidige bezetting
- Derek Archambault (leadzang, gitaar, piano, tekst, 2008–heden)
- Mike Poulin (basgitaar, 2008–heden)
- Jake Woodruff (gitaar, 2009–heden)
- Joe Longobardi (drums, 2011–heden)
- Adam Crowe (gitaar, 2019–heden)

Voormalige leden
- Max Barror (basgitaar, 2008)
- Gus Pesce (2008–2010), bass (gitaar, 2008-2010; basgitaar, 2011)
- Andy Reitz (drums, 2008–2011)
- Jason Maas (gitaar, zang, 2008–2015)

## Geschiedenis
Defeater is een melodieuze hardcore band die graag creatieve vrijheden neemt bij het maken van songs. Defeater toonde ook hun zachtere kant met de vier akoestische nummers aan het einde van hun tweede studioalbum Empty Days & Sleepless Nights. Tekstueel is Defeater een conceptband. Al hun muziek dient als vertelling over één overkoepelend verhaal en vertelt over de worstelingen van een arbeidersklasse familie uit New Jersey in het tijdperk na de Tweede Wereldoorlog. Zanger Derek Archambault verklaarde in een interview uit 2009, dat al het werk van Defeater binnen dit verhaal zou plaatsvinden.
Hun debuutalbum Travels bevestigde het verhaal en de personages. Het vertelt over een jongere broer, geboren uit een gewelddadige, alcoholische vader die oorlogsveteraan is, een oudere broer die op hem neerkijkt en zijn vader bewondert ondanks zijn vele fouten en een verslaafde moeder die ophield met het zoeken naar iets beters toen ze klein waren. Hij groeit op in een huishouden dat hem niet wil en loopt uiteindelijk weg van huis nadat hij zijn vader heeft vermoord en zijn moeder heeft beschermd. Hij probeert te overleven als zwerver voordat hij zich vestigt in New York. Daar ontmoet hij een andere dakloze man die zingt, wat hem inspireert om terug te keren en de fouten die hij heeft achtergelaten op te lossen. Maar in de jaren die verstreken, stierf zijn moeder en het enige dat op hem wachtte is zijn broer en geen kans op verlossing. Hun ep Lost Ground vertelt het verhaal van de bedelaar van Prophet in Plain Clothes in Travels, een dakloze straatartiest wiens lied de jongere broer inspireert om te stoppen met vluchten voor zijn verleden en problemen. Lost Ground onthult het verleden van de profeet, een Afro-Amerikaanse veteraan uit de Tweede Wereldoorlog die alleen naar huis terugkeert om te zien dat zijn dienst en opoffering niets betekent en wordt geschuwd voor de kleur van zijn huid. Hopeloos wordt hij een alcoholische treinspringer en straatartiest, zingend over zijn worstelingen om te overleven in de hoop dat hij misschien iemands leven ten goede kan veranderen.
Empty Days & Sleepless Nights keert terug naar de familie van New Jersey, dit keer rond de oudere broer van de hoofdrolspeler van Travels en bestrijkt de periode direct vanaf het moment in Forgiver Forgetter, wanneer de vader wordt vermoord door de jongere broer, tot de terugkeer van de jongere broer in Debts, zij het vanuit het perspectief van de oudste. De oudere broer, die nog steeds worstelt om het uiteenvallen van zijn familie het hoofd te bieden, begint te werken om zijn aan heroïne verslaafde moeder te ondersteunen, terwijl hij onder druk staat om de vader die hij verafgoodde eer te bewijzen en de brandende haat van zijn broer die wraak op hem wil op het moment dat hij terugkeert. Uiteindelijk besluit hij echter om zich te vestigen en gaat trouwen, maar zijn huwelijk begint snel te lijden als zijn drinken zijn tol van hem eist en een oude bookmaker betaling eist van de schulden van zijn vader. Nadat hij de bookmaker te ver heeft geduwd, slaat hij de oudere broer bewusteloos in een bargevecht. De oudere broer keert later op de avond terug naar huis, waar zijn vrouw verkracht en vermoord wordt. Met niets meer om voor te leven en de dood van zijn moeder veroorzaakt door haar verslaving, werkt hij en wacht tot zijn broer naar huis terugkeert. Letters Home toont het leven van de vader van het gezin, gestructureerd in omgekeerde chronologische volgorde, elk lied is een brief die de vader schreef tijdens het dienen in de Tweede Wereldoorlog. Het album behandelt het leven van de vader voorafgaand aan Blessed Burden in Travels en toont zijn verbrijzelde gemoedstoestand terwijl hij worstelt met zijn mislukte huwelijk en trauma tijdens de oorlog. Helemaal tot aan zijn vernemen van de dood van zijn eigen broer in de Stille Oceaan, wat de katalysator is van zijn neerwaartse spiraal in alcoholisme en huiselijk geweld.
Het laatste album heet Abandoned en volgt het verhaal van de katholieke priester in het nummer Cowardice van Travels. Nadat hij gered is tijdens gevechten aan het westfront van de Tweede Wereldoorlog, keert hij terug naar Amerika en voegt zich bij het priesterschap om zijn schuld te betalen, ondanks dat hij niet in God gelooft. Hij worstelt met de toevoeging van heroïne en heeft een voortdurende affaire met de moeder van de vorige albums. Nadat ze een overdosis heeft gekregen (zowel verteld vanuit het perspectief van de oudere zonen in Empty Days and Sleepless Nights als vanuit het standpunt van de priester in Abandoned), zet de priester een neerwaartse spiraal voort, totdat de jongste zoon van Travels hem bezoekt, zoals beschreven in zowel verzoening als lafheid vanuit het perspectief van respectievelijk de priester en de jongste zoon. De jongste zoon van Travels bezoekt de priester op zoek naar absolutie voor de moord op zijn vader, zijn broer en de verlatenheid van zijn moeder, maar vindt er geen, pleegt zelfmoord door van de top van de kerk te springen. Het album eindigt met de priester die de zoon begraaft en onthult dat de jongste zoon het product was van de voortdurende door heroïne gevoede affaire tussen de priester en de moeder van de familie in het hoofdverhaal. Het feit dat hij een product van een affaire was, werd op eerdere albums meerdere keren genoemd.
Bijna twee maanden na het uitbrengen van Abandoned nam Defeater afscheid van gitarist Jay Maas onder vermelding van zowel persoonlijke als creatieve verschillen.Op 5 maart 2019 bracht de band een videoclip uit voor Mother's Sons en kondigde aan dat hun titelloze album, geproduceerd door Will Yip, op 10 mei 2019 zal verschijnen.

## Discografie

### Studioalbums
- 2008: Travels
- 2011: Empty Days & Sleepless Nights
- 2013: Letters Home
- 2015: Abandoned
- 2019: Defeater

### Ep's
- 2009: Lost Ground
- 2012: Live on BBC Radio 1
- 2014: Live at TIHC

### Singles
- 2011: Dear Father
- 2016: Still & True
- 2016: Where Eagles Dare (oorspronkelijk door The Misfits)

### Compilaties
- 2016: Blew (oorspronkelijk door Nirvana; tribute album Doused in Mud, Soaked in Bleach) (Robotic Empire)

## Videografie
- 2011: Empty Glass
- 2013: Bastards
- 2015: Spared in Hell
- 2015: Unanswered
- 2015: Divination